# 대구가톨릭평화방송
대구가톨릭평화방송(大邱가톨릭平和放送, Daegu Catholic Peace Broadcasting Corporation)은 가톨릭평화방송 대구경북권 네트워크이다. 천주교 대구대교구에서 직영하는 대한민국의 천주교 계통 FM 라디오 방송국이다.

## 개요
1996년 9월 9일 대구광역시 중구 서성로 20에서 방송국으로 설립되었으며, 대주주는 천주교 대구대교구이다.

### 로고송(구, 대구평화방송)
- PBC~ FM~ (무광고 시보)
- PBC (삼종기도 종료후 舊)
- 기쁜 소식을 나누어요 밝은 세상을 만들어요 기쁜 소식 밝은 세상 PBC 평화방송 (국악버전)
- 사랑이 있어요 평화가 있어요 우리 모두 하나가 되어요 기쁜 소식 밝은 세상 PBC 평화방송
- 오 샬롬 샬롬 평화가 여러분과 함께 생명사랑 FM PBC 평화방송
- 생명사랑 FM 평화방송 (삼종기도 종료후 現)
- 사~랑과 평화가 여기 PBC 평~화방송
- 기쁜 소식을 여러분께 우리 함께 손잡고 희망을 키워가요 PBC FM 평화방송 평화방송 평화방~송~!
- 기쁜 소식 밝은 세상~ PBC대구평화방송~ (무광고 시보)

### 로고송(대구가톨릭평화방송)
- 기쁜소식 밝은세상 가톨릭평화방송 (무광고 시보에서 많이 사용)
- CPBC CPBC CPBC 가톨릭평화방송 CPBC~ (Song By : 김도향)
- 아름다운 세상 우리 함께 나누어요 지금 여기 가톨릭평화방송~ (삼종기도 전후)
- 기쁜소식~ 밝은세상~ 가톨릭평화방송

## 방송국 연혁
- 1993.12.02 방송국개설 허가 추천. 추천기관: 공보처 시설위치: 대구시 용수동 산1 (팔공산) 송신출력: FM 3㎾ 방송사항: 그리스도의 복음전파를 중심으로 한 방송 사항 전반 광고방송 예상방송 구역 - 일원: 대구. 안동. 영천. 구미. 포항. 경주시. 군위. 경산. 달성군. 칠곡군 - 일부: 안동. 의성. 선산. 월성. 영일. 고령군 방송시간: 5:00 - 익일 2:00
- 1995.07.20 대구평화방송 변경허가
- 1995.10.31 대구평화방송 무선국 허가 신청
- 1996.01.30 팔공산 안테나 및 부속건물의 유상사용 수익허가 취득 (사용기간: 96.1.1 - 9.30)
- 1996.01.10 최영수 신부 초대 사장 취임
- 1996.02.08 대구평화방송 가허가 취득. 허가기관: 정보통신부
- 1996.03.14 무선국(고정국) 가허가 획득. 허가기관: 경북체신청 무선국종 고정국 호출명칭 PBC대구 허가번호 219660-00003 설치장소 대구시 중구 계산2가 71번지 무선국종 고정국 호출명칭 PBC팔공 허가번호 219660-00004 설치장소 경북 영천 신녕면 치산리 산141번지
- 1996.06.17 대구평화방송 변경허가(변경내용) 방송국명 대구평화방송 변경사항 송신기 교체 변경전 HARRIS(3㎾) 변경후 FBN-25K03SD 변경사항 예비공중선 변경후 CP RING형(OJB)
- 1996.06.19 교통정보센타 내 방송시설 확보
- 1996.08.12 대구평화방송 시험전파 발사 신청
- 1996.08.20 대구평화방송 시험 전파 발사
- 1996.08.30 무선국(방송국) 준공검사
- 1996.09.05 방송국 허가(정보통신부)
- 1996.09.09 대구평화방송 개국
- 1996.09.13 대구평화방송 개국 축하 음악회
- 1997.02.20 시청자 위원회 구성
- 1997.09.09 개국 1주년 기념미사 및 기념식
- 1997.09.24 개국 1주년 기념 음악회
- 1998.09.09 개국2주년 기념 미사 및 기념식
- 1998.09.11 개국 2주년 기념 음악회
- 1998.12.24 대구평화방송 사랑나누기 거리 콘서트
- 1999.04.24 영천시민을 위한 대구평화방송 신춘음악회
- 1999.09.10 개국 3주년 기념 음악회
- 1999.12.24 사랑나누기 거리 콘서트(동성로) 2원 생방송
- 2000.05.20 대구평화방송 5월의 음악회
- 2000.05.21 대구평화방송 가족사랑백일장
- 2000.07.26 전국가톨릭 청소년 대회 “만남의 축제”
- 2000.10.23 제3회 사랑나누기 거리콘서트
- 2000.12.27 희망의 음악회
- 2001.04.18 포항 중계소 개소
- 2001.06.01 안동 중계소 개소
- 2001.09.07 이용호 신부 2대 사장 취임
- 2001.09.09 개국5주년 기념공연 뮤지컬“님이시여 사랑이시여”
- 2001.09.28 윤도현 밴드초청 “환경콘서트”
- 2001.12.03 방송국 재허가 (유효기간: 2002.01.01 ~ 2004.12.31) 12.26제 1회 장애우와 함께하는 나눔영화제
- 2002.10.01 성 요셉 사랑의 대축제 본당 열린음악회
- 2002.10.12 개국 6주년 기념 젠 베르데 내한공연"첫장을 열며"
- 2002.12.13 제2회 째즈인 크리스마스 공연
- 2003.10.23 무선국 허가 (경북 김천시 평화동 406-1 평화김천 간이 FM 중계소)
- 2003.11.21 방송국 재허가 (평화 대구 안동, 포항 간이 FM 중계소)
- 2004.02.01 김천 중계소 개소
- 2004.04.24 김천 중계소 개소 기념 신춘음악회
- 2004.09.11 개국 8주년 기념 음악회
- 2005.02.20 개국 9주년 기념 음악회(성가합창제)
- 2006.02.08-11 개국 10주년 기념 오페라 공연(창작오페라“아씨시의 프란치스꼬”)
- 2006.09.01 사장 이, 취임(3대 사장 최 재영 신부 취임)
- 2007.02.12 Rock Festival “지붕위에서 외쳐라”
- 2007.09.09 개국 11 주년 기념 음악회 “가을에 만나는 love & Happy 콘서트”
- 2007.09.30 제1회 대구평화방송 사장 배 배드민턴대회
- 2008.05.28 행복콘서트(봉산문화회관)
- 2008.09.20 개국 12주년 기념음악회
- 2008.09.28 제2회 대구평화방송 사장 배 배드민턴대회
- 2009.05.09 제1회 대구평화방송 청소년 봉사상 시상
- 2009.05.15 다문화 가정과 함께 하는 희망 나눔 콘서트
- 2009.09.12 개국 13주년 기념 음악회
- 2009.09.19 제3회 대구평화방송 사장 배 배드민턴 대회
- 2010.02.05 사장 이, 취임(4대 사장 황 용식 신부 취임)
- 2010.05.30 다문화 가정과 함께 하는 희망 나눔 콘서트
- 2010.08.31 개국 14주년 기념 음악회(최 영수(요한)대주교선종 1주기 추모음악회)
- 2010.10.09 제4회 대구평화방송 사장 배 배드민턴 대회
- 2011.06.12 교구설정 100주년 감사음악회-평화방송 소년소녀 합창단과 함께하는
- 2011.09.29 개국 15주년 기념 음악회-알로이시오 오케스트라 사랑의 음악회
- 2012.03.15 칠곡가톨릭병원 개원10주년 기념음악회 주관
- 2012.09.14 개국 16주년 기념 음악회-사랑의 음악회
- 2012.11.17 라디오와 함께하는 대구 근대골목길 투어
- 2012.11.20 김천 중계소 주파수 변경 : 김천지역 청취 품질 향상 위해 FM 93.1㎒ → FM 100.5㎒
- 2013.05.25 제2회 라디오와 함께하는 대구 근대골목길 투어
- 2013.08.30 사장 이, 취임(5대 사장 소 병욱 신부 취임)
- 2013.10.25 개국 17주년 기념 음악회-사랑의 음악회
- 2014.03.10 모바일 방송서비스 개시
- 2014.03.26 대구평화방송 기획 초대전 “율리아 박혜영 십자가 도예전”
- 2014.06.21 대구평화방송 기획여행 시리즈 칠곡, “평화의 누릿길”시작
- 2014.08.29 사장 이, 취임(6대 사장 김 종헌 신부 취임)
- 2014.10.17 개국 18주년 기념 음악회-사랑의 음악회
- 2015.04.10 제1차 무료 신앙특강 개강(복음의 기쁨-권순남 가타리나 수녀)
- 2015.04.11 대구평화방송 기획여행 시리즈 "2015년, 칠곡 평화의 누릿길”시작
- 2015.05.24 대구평화방송 후원회 모집 시작09.11개국 19주년 기념 음악회-사랑의 음악회
- 2015.10.19 홈페이지 개편
- 2015.10.23 제2차 무료 신앙특강 개강(대구 천주교인들 어떻게 살아왔나-김정숙 소화데레사 교수)
- 2015.12.10 소식지 창간호 발행
- 2016.03.20 재능기부자 모임 발족
- 2016.04.15 청소년 교육특강 개강
- 2016.04.18 모바일 앱 방송서비스 시작
- 2016.04.20 소식지 2호 발행
- 2016.06.15 개국 20주년 기념 심원 김영자 골롬바 수녀 한국화 초대전
- 2016.07.13 개국 20주년 기념 모나코왕실 소년합창단 초청음악회
- 2016.09.09 개국 20주년 기념 감사미사, 축하식, 축하연(계산성당, 매일가든)
- 2016.11.04 무료공개 가을 신앙특강 개강
- 2016.11.07 방송운영위원회 발족
- 2016.11.14 소식지 3호 발행
- 2016.11.23 '(재)대구평화방송'에서 '(재)대구가톨릭평화방송'으로 법인 명칭 변경
- 2016.12.02 대구가톨릭평화방송 개국 20주년 기념 초청 가톨릭음악원 성음악발표회 개최
- 2017.03.17 방송국 인테리어 공사(공사기간: 2017.03.17.~03.25)
- 2017.03.31 2017년 봄 무료공개 신앙특강 개강
- 2017.04.08 김이정 교수 바이올린 독주회 개최(장소: 계산성당 대성전)
- 2017.04.23 만촌1동 본당 방송미사와 방송 후원회원 모집
- 2017.05.14 상인본당 방송미사와 방송 후원회원 모집
- 2017.05.20 대구가톨릭평화방송 신규 후원회원 모집을 위한 4G 앙상블 초청연주회 개최(장소: 대구콘서트하우스 챔버홀)
- 2017.06.11 대봉본당 방송미사와 방송 후원회원 모집
- 2017.06.30 2017년 여름 무료공개 신앙특강 개강
- 2018.01.05 2018년 겨울 무료공개 신앙특강 개강
- 2018.01.20 신년음악회 겸 대구cpbc 솔로이스츠 창단연주회(장소: 대구콘서트하우스 챔버홀)
- 2018.01.26 사장 이. 취임(7대 사장 이창수 신부 취임)
- 2018.04.06 2018년 봄 무료공개 신앙특강 개강
- 2018.05.15 2018년 프로그램 부분 개편
- 2018.07.06 2018년 여름 무료공개 신앙특강 개강
- 2018.09.09 개국 22주년 기념음악회 개최(장소:대구콘서트하우스 그랜드홀)
- 2018.10.05 2018년 가을 무료공개 신앙특강 개강
- 2018.11.25 몽골 어린이돕기 사랑나눔콘서트 개최(장소:범어대성당 드망즈홀)
- 2019.01.04 2019년 겨울 무료공개 신앙특강 개강
- 2019.04.05 2019년 봄 무료공개 신앙특강 개강
- 2019.04.27 부활 축하 신춘음악회 <찬미하여라> 개최(장소: 범어대성당 드망즈홀)
- 2019.06.22 파티마 호스피스완화의료센터 후원금 조성 공연 후원
- 2019.07.05 2019년 여름 무료공개 신앙특강 개강
- 2019.08.23 사장 이.취임(8대 사장 이상재 가스톨 신부 취임)
- 2019.10.04 2019년 가을 무료공개 신앙특강 개강
- 2019.10.05 개국 23주년 기념음악회 개최(장소: 대구콘서트하우스 그랜드홀)
- 2020.01.01 대구cpbc 모바일 앱 개편(대구cpbc빵 앱 오픈)
- 2020.01.03 2020년 겨울 무료공개 신앙특강 개강
- 2020.04.03 2020년 봄 무료공개 신앙특강 개강
- 2020.07.03 2020년 여름 무료공개 신앙특강 개강
- 2020.10.02 2020년 가을 무료공개 신앙특강 개강
- 2021.09.02 대구가톨릭평화방송 이동스튜디오 '가비카' 축복식
- 2023.07.01 대구가톨릭평화방송 경상북도 군위군 → 대구광역시 군위군 통합

## 방송 주파수
| 방송국             | 호출부호 | 송신소        | 주파수     | 공중선전력 | 송신소 위치                                         |
| ------------------ | -------- | ------------- | ---------- | ---------- | --------------------------------------------------- |
| 대구가톨릭평화방송 | HLDK-FM  | 팔공산 송신소 | FM 93.1㎒  | 3㎾        | 경상북도 영천시 신녕면 치산리 산141-5 (TBC)         |
| 대구가톨릭평화방송 | HLDK-FM  | 김천 중계소   | FM 100.5㎒ | 50W        | 경상북도 김천시 평화순환길 204 (평화성당)           |
| 대구가톨릭평화방송 | HLDK-FM  | 안동 중계소   | FM 100.7㎒ | 500W       | 경상북도 안동시 남선면 현내리 1-5                   |
| 대구가톨릭평화방송 | HLDK-FM  | 조항산 중계소 | FM 96.9㎒  | 500W       | 경상북도 포항시 남구 동해면 금광리 산28-3 (포항MBC) |

## 시보 멘트
- FM 93.1㎒ 기쁜소식 밝은세상 cpbc 대구가톨릭평화방송입니다. HLDK

## 정규방송 시간
- 라디오 : 매일 새벽 5시 ~ 다음날 새벽 2시(21시간)

## 프로그램

### 라디오
- 오늘의 강론 (대구대교구) - 월~토요일 오전 6시 50분 ~ 오전 7시 (본방송), 월~토요일 오후 4시 50분 ~ 오후 5시 (재방송)
- 대구cpbc 뉴스 - 평일 낮 12시 8분, 평일 저녁 5시 ~ 저녁 5시 5분
- 아녜스의 행복찻집 - 평일 오후 2시 ~ 오후 3시
- 음악이 흐르는 순간 - 평일 저녁 5시 5분 ~ 저녁 6시
- 토요일! 신나는 세상 이야기 - 토요일 오후 2시 ~ 오후 3시
- 보듣깨살 (유튜브)
- 유튜브 방송미사
- 대구 신신우신 (유튜브)

## 같이 보기
- KBS대구방송총국
- KBS안동방송국
- KBS포항방송국
- 대구MBC
- 안동MBC
- 포항MBC
- TBC
- 대구CBS
- 포항CBS
- 성서공동체FM
- 영주FM
- TBN 대구교통방송
- TBN 경북교통방송
- 대구국악방송
- 경주∙포항국악방송
- BBS 대구불교방송
- WBS 대구원음방송
- 대구극동방송